# Popis pomorskih bitaka
Popis pomorskih bitaka:

## Stari vijek
- 1190. pr. Kr. – bitka kod Peluzija u delti Nila, između egipatskog brodovlja Ramzesa III. i tzv. naroda s mora koji je pretrpio težak poraz.
- 664. pr. Kr. – bitka kod Korkire na Krfu, korintska flota pobjeđuje flotu Liburna koji vladaju Jadranom od Istre do rijeke Krke.
- 530-ih pr. Kr. – bitka kod Alalije na Korzici, Kartažani i Etruščani poražavaju Grke.
- 494. pr. Kr. – bitka kod Lade, nedaleko od Mileta, odlučujuća perzijska pobjeda u Jonskom ustanku.
- 480. pr. Kr. – bitka kod Artemizija, perzijska pobjeda protiv združene grčke flote.
- 480. pr. Kr. – bitka kod Salamine, grčka flota predvođena Atenjanima pobjeđuje perzijsku flotu.
- 474. pr. Kr. – bitka kod Kume, sirakuška flota nanosi poraz Etruščanima.
- 449. pr. Kr. – bitka kod Salamine na Cipru, vođena istovremeno kad i kopnena bitka, poraz i povlačenje flote grčkog Delskog saveza protiv Perzijanaca.
- 429. pr. Kr. – bitka kod Naupaktosa, atenska flota poražava spartansku.
- 413. pr. Kr. – bitka kod Sirakuze, poznata kao i sicilijska ekspedicija u kojoj je atenska flota doživljava potpunu katastrofu protiv sirakuške.
- 410. pr. Kr. – bitka kod Abida tijekom Peloponeskog rata, atenska flota poražava spartansku.
- 406. pr. Kr. – bitka kod Arginuskih otoka u Egejskom moru, Atenjani poražavaju Spartance.
- 394. pr. Kr. – bitka kod Knida, dio Korintskog rata, združena perzijsko-atenska flota poražava spartansku.
- 390. pr. Kr. – sirakuški vladar Dionizije I. osvaja ilirsku državu Issu i otok Vis postaje najvažnije uporište sirakuške mornarice na Jadranu.
- 384. pr. Kr. – sirakuška flota isplovljava iz Isse i kod Hvara pobjeđuje ilirsku flotu.
- 376. pr. Kr. – bitka kod Naksosa, Atenjani poražavaju Spartance.
- 306. pr. Kr. – bitka kod Salamine na Cipru između dvaju dijadosa, Demetrije I. poražava Ptolemeja I.
- 260. pr. Kr. – bitka kod Mila pri početku Prvog punskog rata, prva pobjeda rimske flote na Kartage koja od tada počinje gubiti prevlast nad Sredozemljem. Rimljani upotrebljavaju tzv. leteće mostove.
- 256. pr. Kr. – bitka kod rta Eknoma tijekom Prvog punskog rata, jedna od najvećih pomorskih bitaka u povijesti. Ponovna pobjeda Rima uz presudan utjecaj tzv. letećih mostova i izvrsnog manevriranja.
- 255. pr. Kr. – propast rimske flote na povratku iz Afrike; oluja kod Sicilije potpuno uništila čitavu flotu, izgubljeno oko 300 brodova i 100.000 ljudi.
- 249. pr. Kr. – bitka kod Drepana, težak poraz rimske flote protiv Kartage. Iste godine u oluji uništena velika grupa rimskih transportnih brodova južno od Sicilije.
- 241. pr. Kr. – bitka kod Egatskog otočja, završna bitka Prvog punskog rata i jedna od najvećih pomorskih u starom vijeku, rimska pobjeda i postizanje premoći na Sredozemlju.
- 229. pr. Kr. – pohod velike rimske flote od 200 brodova protiv ilirske kraljice Teute. Razaranje Hvara i dugotrajni rat uz dalmatinsku obalu i otoke.
- 218. pr. Kr. – bitka kod Lilibeja, prvi pomorski sukob tijekom Drugog punskog rata, Rim poražava Kartagu.
- 190. pr. Kr. – bitka kod Eurimedona, dio rimsko-sirijskog rata, združena flota Rima i Rodosa poražava Seleukide predvođene Hanibalom.
- 190. pr. Kr. – bitka kod Mionesa, dio rimsko-sirijskog rata, rimsko-rodoška flota pobjeđuje seleukidsku.
- 168. pr. Kr. – bitka kod Skadra, ilirska flota je uništena i Rim ovladava Jadranom.
- 147. pr. Kr. – bitka u Kartaškoj luci, dio trećeg punskog rata, Kartažani poražavaju Rimljane.
- 49. pr. Kr. – bitka kod Sv. Marka, otočića na sjevernom kraju Krka, između Cezarove flote pod zapovjedništvom Antonija i Pompejeve flote pod Oktavijem koju podržavaju Iliri.
- 47. pr. Kr. – bitka kod Šćedra, odlučna bitka Cezarove i Pompejeve flote kod otoka Šćedro nedaleko od Hvara. Cezarov zapovjednik Publije Vatinije nanosi poraz Pompejevoj floti i osvaja Vis koji postaje Cezarova luka.
- 37. pr. Kr. – bitka kod Kume na napuljskoj obali u vrijeme Rimskog građanskog rata. Prvi put u povijesti pojavljuje se pojačana obloga brodova; drveni balvani postavljeni na vodenoj liniji uz bokove brodovlja zapovjednika Agripe (postavljeni radi zaštite od proboja broda naletom željeznim kljunom na pramcu), svojevrsna preteča oklopa na modernim brodovima.
- 36. pr. Kr. – bitka kod Nauloha u Mesinskom tjesnacu, jedan od velikih starovjekovnih sukoba s po 300 brodova na svakoj strani, pobjeda Agripe protiv Seksta Pompeja zahvaljujući pojačanju bokova.
- 31. pr. Kr. – bitka kod Akcija, ubraja se u najveće starovjekovne pomorske bitke (uz Salaminu, Eknom, Nauloh i Egatske otoke), završava pobjedom Cezarove flote predvođenom Agripom protiv miješane flote Antonija i Kleopatre.

## Srednji vijek
- 655. – bitka jarbola, Rašidunski Kalifat uz licijsku obalu poražava Bizant.
- 1177. – bitka kod Savudrije, Sveto Rimsko Carstvo protiv Mletaka
- 1409. – bitka u Paškoj uvali, Hrvatska-Mletačka Republika, pobijedila Hrvatska.

## Novi vijek
- 7. listopada 1571. – bitka kod Lepanta, pobjeda tzv. Svete lige protiv Osmanskoga Carstva.
- 21. listopada 1805. – bitka kod Trafalgara, dio Napoleonskih ratova, britanska pobjeda protiv Francuza i Španjolaca.
- 13. ožujka 1811. – viška bitka, dio Napoleonskih ratova, britanska pobjeda protiv Francuza i Talijana.
- 20. srpnja 1866. – viška bitka, dio austrijsko-pruskog rata, habsburška mornarica predvođena admiralom von Tegetthoffom poražava talijansku flotu.

## Suvremeno doba
- 1. studenog 1914. – bitka kod Coronela blizu obale Čilea, Nijemci poražavaju Britance.
- 8. prosinca 1914. – bitka kod Falklandskih otoka, Britanci poražavaju Nijemce.
- 4. – 8. svibnja 1942. – bitka u Koraljnom moru, taktička pobjeda carskog Japana, strateška pobjeda SAD-a.
- 4. – 7. lipnja 1942. – bitka kod Midwaya, Amerikanci pobjeđuju Japance.
- 28. – 29. studenog 1980. – operacija Morvarid, dio iransko-iračkog rata, Iran u potpunosti uništava iračku mornaricu u Perzijskom zaljevu.
- 18. travnja 1988. – operacija Bogomoljka, dio iransko-iračkog rata, američka pobjeda protiv iranske mornarice.